# Léo Major

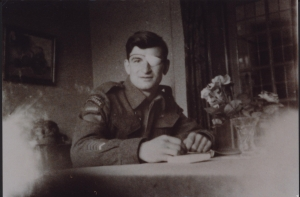
Léo Major

Léo Major (* 23. Januar 1921 in New Bedford (Massachusetts); † 12. Oktober 2008 in Longueuil) war ein franko-kanadischer Soldat im Zweiten Weltkrieg und im Koreakrieg. Er war der einzige Kanadier, der in zwei verschiedenen Kriegen die Distinguished Conduct Medal erhielt. Seine erste Auszeichnung erhielt er, nachdem er alleine die niederländische Stadt Zwolle befreit hatte, die zweite, nachdem er den strategisch wichtigen Hügel 355 erobert hatte.

## Leben

### Jugend und Kindheit
Léo Major wurde am 23. Januar 1921 in New Bedford als Sohn der Franco-Kanadier Achille Major und Amanda Sévigny geboren. Zu der Zeit arbeitete Achille in der American Railroad Company, weshalb Léo in den USA geboren wurde. Die Familie zog aber vor seinem ersten Geburtstag nach Montreal um. Er war das erste von 13 Kindern.

### Zweiter Weltkrieg

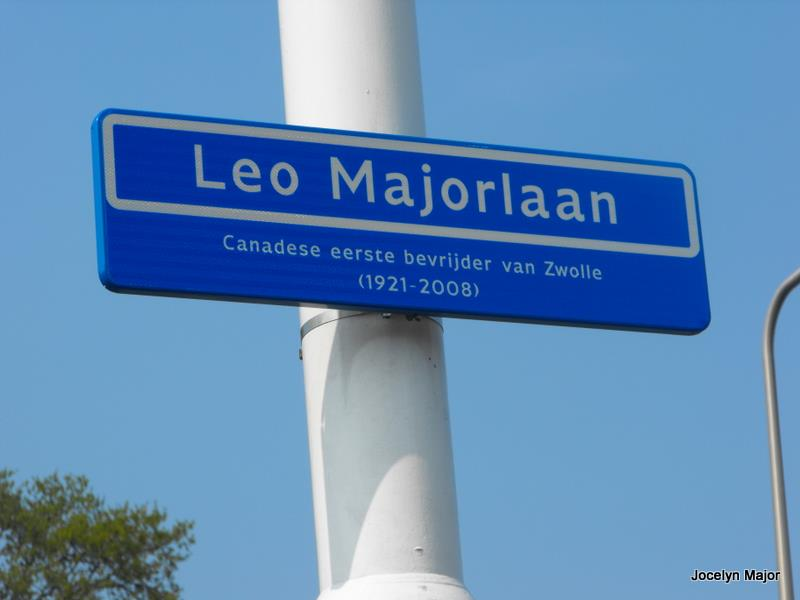
Leo Majorlaan Straßenschild in Zwolle. „Kanadischer erster Befreier von Zwolle“ (1921–2008)

Mit 19 Jahren meldete er sich freiwillig für die kanadischen Streitkräfte, wo er im Régiment de la Chaudière als Scharfschütze diente.
Er beteiligte sich am 6. Juni 1944 an der Landung in der Normandie, bei der er einen deutschen Hanomag erbeutete, der Geheimcodes und Funkausrüstung transportierte. Wenige Tage später wurde er in einem Kampf mit SS-Soldaten von einer Granate am linken Auge verwundet, doch beteiligte er sich trotzdem an der Schlacht an der Scheldemündung. Er behauptete, dass er als Scharfschütze nur ein Auge brauche, um zu zielen. Über seine Augenklappe meinte er, dass er nun wie ein Pirat aussähe.
Während der Schlacht wurde ihm um Mitternacht befohlen, 50 verschwundene „zombies“ (unerfahrene Soldaten) zum Lager zurückzuholen. Diese konnte er nicht finden, doch entdeckte er eine deutsche Patrouille. Der erste der beiden Soldaten wurde von ihm gefangen genommen, den zweiten tötete er. Major schlich zu einem schlafenden Offizier und nahm ihn gefangen. Dieser musste seinen Truppen befehlen, zu kapitulieren. Nachdem drei Soldaten, die ihre Pistolen auf Major richteten, von ihm getötet worden waren, kapitulierten die restlichen Soldaten. In einem nahe gelegenen Dorf beobachteten aber einige SS-Truppen den Vorgang und eröffneten das Feuer. Sie töteten sieben eigene Soldaten und verletzten einige weitere. Major marschierte weiter und befahl einem vorbeifahrenden kanadischen Panzer, die SS-Soldaten anzugreifen. Dafür sollte er später die Distinguished Conduct Medal erhalten, doch lehnte er diese ab, da Bernard Montgomery seiner Ansicht nach ein inkompetenter General war und deshalb keine Medaillen verteilen sollte.
Im Februar 1945 wurde sein Truck von einer Landmine getroffen, wobei Major auf den Rücken stürzte und sich dabei mehrere Knochen brach. Trotzdem weigerte er sich, seinen Dienst abzubrechen.
Anfang April näherte sich sein Regiment der Stadt Zwolle. Zwei Soldaten sollten Kontakt mit den niederländischen Widerstandskämpfern aufnehmen und herausfinden, wie viele deutsche Soldaten sich in der Stadt befanden. Dafür wurden Leo Major und sein Freund Willie Arsenault ausgewählt.
Um Mitternacht wurde Arsenault erschossen, weshalb Major aus Wut alleine den deutschen Wachposten angriff. Er tötete zwei Soldaten, während die anderen in einem Fahrzeug flohen. Wenig später fand er eine weitere Patrouille auf einem Fahrzeug. Diese nahm er gefangen und zwang sie, ihn zum Offizier zu führen. Der Fahrer führte ihn zum Offizier, der zu diesem Zeitpunkt in einer Bar war. Nachdem er den Offizier entwaffnet hatte, wurde klar, dass dieser Französisch sprechen konnte (der Offizier stammte aus dem Elsass). Major teilte ihm mit, dass um 6 Uhr die kanadische Artillerie auf die Stadt schießen würde, und dass es dabei viele Opfer unter den deutschen Truppen und auch den Zivilisten geben würde. In der Hoffnung, dass der Offizier seine Truppen zurückziehen würde, ließ Major ihn frei und gab ihm sein Gewehr zurück. Darauf täuschte Major einen Angriff des gesamten Regiments vor, indem er in der gesamten Stadt Granaten warf und mit seiner Maschinenpistole schoss. Dabei nahm er auch mehrere Gruppen von acht bis zehn deutschen Soldaten gefangen und führte sie zu seinen Truppen außerhalb der Stadt. Später entdeckte er auch das Gestapo-Hauptquartier, das er niederbrannte. Beim SS-Hauptquartier geriet er in einen Kampf mit acht SS-Offizieren. Nachdem vier erschossen wurden, flohen die restlichen. Um 4:30 erfuhr Major, dass sich die Deutschen zurückgezogen hatten. Wenig später traf er auf vier niederländische Widerstandskämpfer, denen er mitteilte, dass Zwolle befreit sei.
Für die Befreiung der Stadt erhielt er die Distinguished Conduct Medal, welche er diesmal nicht ablehnte.

### Koreakrieg

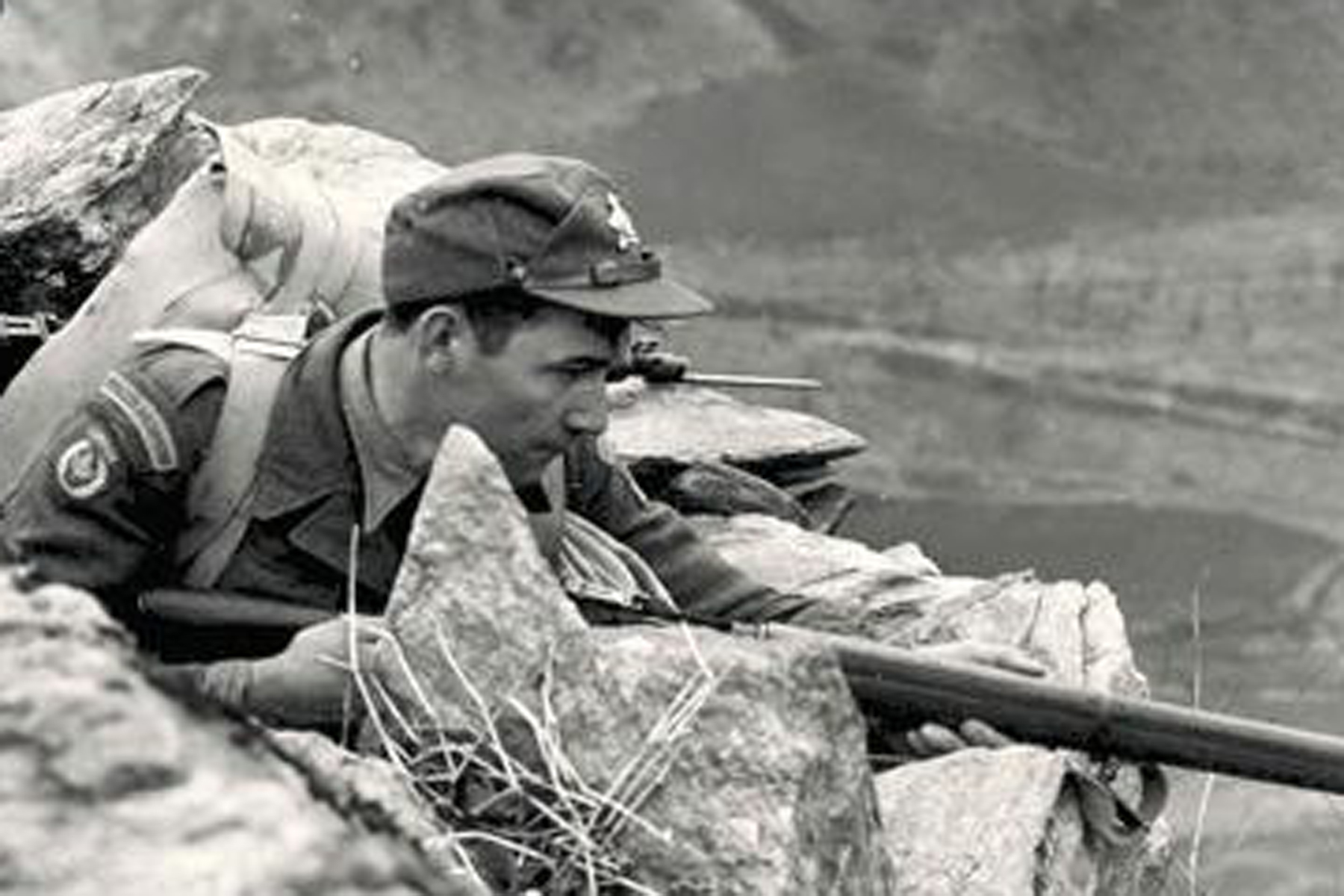
Léo Major auf dem Hügel 355

Nachdem der Koreakrieg ausbrach, entschied sich die kanadische Regierung dazu, die UNO-Armee zu unterstützen. Dafür meldete sich Major freiwillig. Er diente als Scharfschütze im 2nd Battalion Royal 22e Régiment des 25th Canadian Infantry Brigade, 1st Commonwealth Division. Bei der Ersten Schlacht von Maryang-san erhielt er erneut eine Distinguished Conduct Medal für die Wiedereroberung des strategisch wichtigen Hügels 355, der den Spitznamen „Little Gibraltar“ trug.
Der Hügel wurde von der US-amerikanischen 3rd Infantry Division gehalten, während die Royal 22e Régiment auf der westlichen Flanke stationiert wurde. Am 22. November griffen chinesische Truppen den Hügel an und konnten ihn in zwei Tagen erobern. Ein amerikanischer Gegenangriff schlug fehl, und chinesische Truppen eroberten auch den Hügel 227, wodurch die kanadischen Truppen fast komplett einkesselt wurden.
Unter der Führung Majors wurden 18 Scouts und Scharfschützen ausgesandt, um den Druck auf die kanadischen Truppen zu entlasten. Sie schlichen sich die Hügel hoch und eröffneten auf Befehl Majors das Feuer. Die überraschten chinesischen Truppen flohen darauf vom Hügel. Um 12:45 war der Hügel komplett eingenommen, doch starteten eine Stunde später die chinesischen Truppen einen Gegenangriff. Major erhielt den Befehl, sich zurückzuziehen, doch lehnte er dies ab und verteidigte den Hügel.

### Späteres Leben und Tod

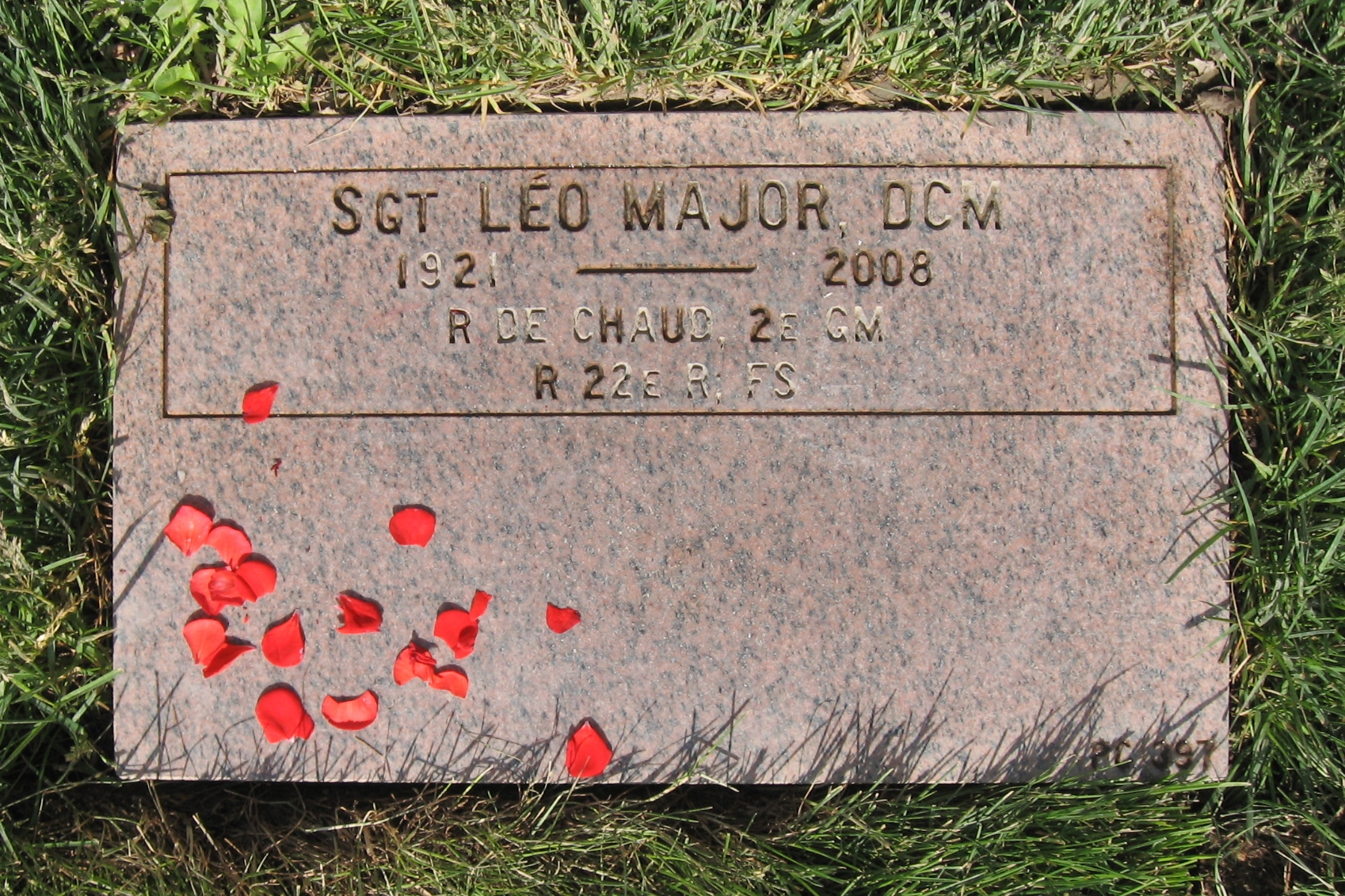
Léo Major's Grabstein in Pointe-Claire, Quebec, Canada

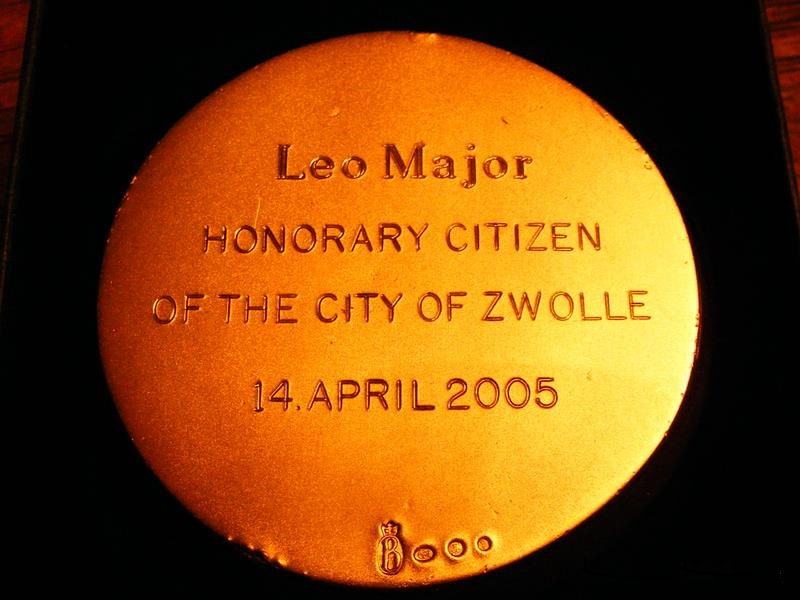
Rückseite seiner Ehrenbürgermedaille

Major heiratete später Pauline De Croiselle, mit der er 4 Kinder hatte. Laut diesen soll Major fast nie über seine Erlebnisse gesprochen haben. Seine Familie soll erst davon erfahren haben, als Offizielle aus Zwolle die Familie besuchten.
Major besuchte mehrmals Zwolle, was ihn dort zu einem lokalen Helden machte. Nach ihm wurde eine Straße benannt und er wurde am 14. April 2005 zum Ehrenbürger der Stadt ernannt.
Major starb am 12. Oktober 2008 in Longueuil und wurde am 18. Oktober im National Field of Honour in Pointe-Claire begraben.
Die CBC/Radio-Canada veröffentlichte im April 2018 die Doku Léo Major, le fantôme borgne.